# Asiago
Asiago (cimbri Slege) és un municipi italià, dins de la província de Vicenza. Fou un dels municipis de la Federació de les Set Comunes, on hi vivien membres de la minoria alemanya dels cimbris, tot i que s'ha perdut molt la seva llengua. L'any 2007 tenia 6.533 habitants. Limita amb els municipis de Conco, Enego, Foza, Gallio, Lusiana, Roana, Rotzo, Borgo Valsugana (TN), Castelnuovo (TN), Grigno (TN), Levico Terme (TN), Ospedaletto (TN), Villa Agnedo (TN), Caltrano, Calvene, Lugo di Vicenza i Valstagna.

## Administració
| Període | Identitat   | Partit        |
| ------- | ----------- | ------------- |
| 2004-   | Andrea Gios | Llista cívica |